# Amsonia ludoviciana
Amsonia ludoviciana är en oleanderväxtart som beskrevs av John Kunkel Small. Amsonia ludoviciana ingår i släktet Amsonia och familjen oleanderväxter. Inga underarter finns listade i Catalogue of Life.